# Société mathématique indienne
Pour les articles homonymes, voir IMS.
 (avril 2022).
La Société mathématique indienne (en anglais : Indian Mathematical Society, IMS) est une société savante indienne, c'est la plus ancienne organisation d'Inde destinée à la promotion de l'étude et des recherches en mathématiques. La Société a été fondée en avril 1907, par V. Ramaswamy Aiyer avec son siège social situé à Pune. La Société a commencé ses activités sous le nom Analytic Club et le nom fut bientôt changé en Indian Mathematical Club. Après l'adoption d'une nouvelle constitution en 1910, la société a acquis son nom actuel, à savoir, l'Indian Mathematical Society. Le premier président de la Société était B. Hanumantha Rao.

## Publications
La Société publie deux périodiques qui sont tous deux trimestriels :
- Le Journal of the Indian Mathematical Society (JIMS: ISSN 0019-5839)
- The Mathematics Student (Math Student:  (ISSN 0025-5742))

Le volume 1911 du Journal contient l'une des premières contributions du mathématicien indien Srinivasa Ramanujan. C'était sous la forme d'une série de questions. Un article d'une quinzaine de pages intitulé Some properties of Bernoulli Numbers (Certaines propriétés des nombres de Bernoulli), écrit par Srinivasa Ramanujan est également apparu dans le même volume 1911 du Journal.
The Mathematics Student contient généralement les textes des exposés, des discussions et des conférences délivré lors des congrès annuels de la Société, les abrégés de documents de recherche présentés lors de conférences annuelles, et les travaux des conférences annuelles de la Société, ainsi que des documents de recherche, articles d'exposé et articles de vulgarisation, et des critiques de livres.

## Conférences annuelles
La première conférence annuelle de la Société s'est tenue à Madras, en 1916. La deuxième conférence a eu lieu à Bombay en 1919. À partir de ce moment, une conférence a lieu tous les deux ans jusqu'en 1951, quand il a été décidé d'organiser des conférences chaque année. La vingt-cinquième conférence s'est tenue à Allahabad, en 1959, qui a été inaugurée par Jawaharlal Nehru, le premier Premier ministre de l'Inde.

### Conférences commémoratives
Lors de chaque conférence annuelle, des prix de conférences commémoratives (Memorial Award Lectures) sont organisés :
- Conférence « P. L. Bhatnagar » (instituée en 1987)[3].
- Conférence « Srinivasa Ramanujan » (instituée en 1990)[4].
- Conférence « V. Ramaswamy Aiyer » (instituée en 1990)[5].
- Conférence « Hansraj Gupta » (instituée en 1990)[6].
- Conférence « Ganesh Prasad » (instituée en 1993 et décernée tous les deux ans)[7].

### Prix IMS

#### Prix Agarwal
Prix de 10 000 roupies pour la meilleure publication dans une revue dans le monde. Le premier  Prix Professeur A. K. Agarwal de la meilleure publication a été attribué à la mathématicienne Neena Gupta.

#### Prix commémoratif Bhatnagar
Ce prix est décerné chaque année au membre de l'équipe indienne aux Olympiades internationales de mathématiques ayant obtenu le meilleur score. Il se compose d'une somme de 1000 roupies et d'un certificat. Le prix est décerné lors de la session inaugurale de la conférence annuelle de l'IMS.

#### Prix pour la présentation d'articles de  recherche
La Société tient, au cours de ses conférences annuelles, une session spéciale de compétition de présentations d'articles et des prix sont décernés pour le meilleur article de recherche dans divers domaines. Cette session spéciale est organisée comme une partie du programme d'études.
- Six Prix IMS pour des publications dans les domaines de l'algèbre, la géométrie, la topologie, l'analyse fonctionnelle, la géométrie différentielle, les mathématiques discrètes, la théorie des nombres, la recherche opérationnelle, la dynamique des fluides, les biomathématiques et l'informatique.
- Le Prix AMU pour des publications dans les domaines de l'algèbre, l'analyse fonctionnelle et la géométrie différentielle.
- Prix V. M. Shah de textes en analyse.

## Conseil de la Société
La Société mathématique indienne est administrée par un Conseil, composé de neuf membres du bureau de la Société.
Composition du Conseil de l'IMS en 2014 - 2015
|   | Bureau                               | Nom                  | Affiliation                                                           |
| - | ------------------------------------ | -------------------- | --------------------------------------------------------------------- |
| 1 | président                            | S. G. Dani           | Institut indien de technologie de Bombay                              |
| 2 | Président sortant                    | Geetha S. Rao        | Institut Ramanujan pour les études avancées en mathématiques, Chennai |
| 3 | Secrétaire général                   | N. K. Thakare        | Université de Savitribai Phule Pune                                   |
| 4 | Secrétaire académique                | M. M. Shikare        | Université de Savitribai Phule Pune                                   |
| 5 | Secrétaire administratif             | M. M. Shikare        | Université de Savitribai Phule Pune                                   |
| 6 | Trésorier                            | S. K. Nimbhorkar     | Université Dr Babasaheb Ambedkar Marathawada, Aurangabad              |
| 7 | Rédacteur en chef (Journal de l'IMS) | Satya Deo            | Institut de Recherche Harish-Chandra                                  |
| 8 | Rédacteur en chef (Math Students)    | J. R. Patadia        | Université de Baroda Maharaja Sayajirao                               |
| 9 | Bibliothécaire                       | Premalatha Kumaresan | Institut Ramanujan pour les études avancées en mathématiques, Chennai |

## Présidents de l'IMS
- 1907-12 : B. Hanumantha Rao
- 1912-15 : R. N. Apte
- 1915-15 : E. W. Middlemast
- 1915-17 : R. Ramachandra Rao
- 1917-21 : A. C. L. Wilkinson
- 1921-26 : Hoon Balakram (en)
- 1926-30 : V. Ramaswamy Aiyer
- 1930-32 : M. T. Naraniengar (en)
- 1932-34 : P. V. Seshu Iyer
- 1934-36 : H. G. Gharpure
- 1936-40 : R. P. Paranjpe (en)
- 1940-42 : Ramaswamy S. Vaidyanathaswamy (en)
- 1942-47 : Friedrich Wilhelm Levi
- 1947-49 : M. R. Siddiqui
- 1949-51 : A. Narasinga Rao
- 1951-53 : T. Vijayraghavan
- 1953-57 : Ram Behar
- 1957-59 : V. Ganapathy Iyer
- 1959-60 : B. S. Madhav Rao
- 1960-61 : B. N. Prasad
- 1961-62 : B. S. Madhav Rao
- 1962-63 : C. N. Srinivasienger
- 1963-64 : Hansraj Gupta (en)
- 1964-66 : Prabhu Lal Bhatnagar
- 1966-68 : R. S. Verma
- 1968-69 : Prabhu Lal Bhatnagar
- 1969-70 : Ram Prakash Bambah (en)
- 1970-71 : M. Venkatraman
- 1971-73 : J. N. Kapoor
- 1973-74 : K. G. Ramanathan (en)
- 1974-75 : V. Krishnamurthy
- 1975-77 : P. C. Vaidya (en)
- 1977-79 : U. N. Singh
- 1979-81 : K. Venkatchelienger
- 1981-82 : Vishnu Vasudev Narlikar (en)
- 1982-84 : Ratan Shankar Mishra (en)
- 1984-85 : R. P. Agarwal
- 1985-86 : S. D. Chopra
- 1986-87 : H. C. Khare
- 1987-88 : V. Singh
- 1988-89 : M. K. Singal
- 1989-90 : M. P. Singh
- 1990-91 : V. M. Shah
- 1991-92 : D. K. Sinha
- 1992-93 : V. Kannan
- 1993-94 : U. P. Singh
- 1994-95 : H. P. Dixit
- 1995-96 : N. K. Thakare
- 1996-97 : S. Bhargava
- 1997-98 : A. R. Singal
- 1998-99 : B. K. Lahiri
- 1999-00 : Anadi Sankar Gupta (en)
- 2000-01 : Satya Deo
- 2001-02 : P. V. Arunachalam
- 2002-03 : M. A. Pathan
- 2003-04 : Thiruvenkatachari Parthasarathy
- 2004-05 : T. Thrivikraman (en)
- 2005-06 : Sarvajit Singh
- 2006-07 : Inder Bir Singh Passi (en)
- 2007-08 : Ravindra Bapat (en)
- 2008-09 : A. K. Agarwal
- 2009-10 : Peeyush Chandra
- 2010-11 : Ramaiyengar Sridharan (en)
- 2011-12 : INCONNU
- 2012-13 : INCONNU
- 2013-14 : Geetha S. Rao
- 2014-15 : S. G. Dani (en)
- 2015-16 : D. V. Pai

## Liste des autres sociétés mathématiques en Inde
- Société mathématique d'Allahabad[10],[11]
- Bharata Ganita Parishd (anciennement, Société mathématique de Banars)[12]
- Société mathématique de Biha [13]
- Société mathématique de Calcutta (en)
- Société mathématique du Gujarat [14],[15]
- Association mathématique du Kerala (en)
- Société mathématique du Marathwada (fondée en 1999)[16]
- Société mathématique d'Orissa[17]
- Société mathématique du Punjab[18]
- Rajasthan Ganita Parishd [19]
- Société mathématique Ramanujan (en)
- Société mathématique du Tripura
- Vijnana Parishad en Inde[20]